# Below-the-line
Das Attribut below-the-line (englisch für unter der Linie, abgekürzt BTL) wird im Marketing für alle sogenannten „nicht-klassischen“ Werbe- und Kommunikationsmaßnahmen verwendet. Sie stehen damit im Gegensatz zu den Above-the-line-Maßnahmen.
Die Herkunft der Bezeichnung ist unklar. Einem Erklärungsansatz zufolge rührt sie vom Bildnis der Wasserlinie eines Schiffes her: Alles darüber Befindliche (die „klassische“ Werbung) ist für jedermann leicht erkennbar, das darunter Befindliche hauptsächlich nur für die gezielt Beworbenen. Es wird also versucht, mittels unkonventioneller Kommunikationswege und -maßnahmen, die Zielgruppen direkt und persönlich anzusprechen. Darum wird Below-the-line-Kommunikation meist vom Konsumenten nicht direkt als Werbemaßnahme wahrgenommen. Einem anderen Erklärungsansatz zufolge wird bei Kommunikationskampagnen oft zuerst das Budget für klassische Werbemaßnahmen (ATL) geplant. Was unter dem Strich – „below the line“ – noch übrig bleibt, kann dann für nicht-klassische BTL-Maßnahmen verwendet werden.

## Ausprägungen
- Verkaufsförderung (Promotions)
- Öffentlichkeitsarbeit
- Ambient Media
- Sponsoring
- jegliche Form des Direktmarketing
- Kundenbindung (z. B. Bonusprogramme, Kundenclubs)
- Gewinnspiele
- Sampling und Kooperationssampling (Verteilung von Produktproben)
- Produktplatzierung
- Eventmarketing
- Mobile-Marketing und Bluetooth-Marketing
- persönlicher Verkauf
- Ambush Marketing
- Social Media Marketing/Virales Marketing/Buzz Marketing
- Guerilla-Marketing
- Suchmaschinenoptimierung
- redaktionelle Beiträge (z. B. in Printmedien)

Below-the-line-Werbung gilt insgesamt als direkter, persönlicher und zielgruppenspezifischer. Der Kontakt zwischen Werbendem und Beworbenem ist enger, und meist gibt es weitaus bessere Rückmeldungen über den Erfolg der Maßnahmen, sowohl insgesamt als auch auf die einzelne Person bezogen.